# Japan Hot 100
Japan Hot 100 är en singellista i Japan. Den har framställts av Billboard och Hanshin Contents Link sedan februari 2008. Den uppdateras på billboard-japan.com varje onsdag (JST) och på billboard.com varje torsdag (UTC).